# Phellopsis porcata
Phellopsis porcata là một bọ cánh cứng thuộc họ Zopheridae.

## Hình ảnh

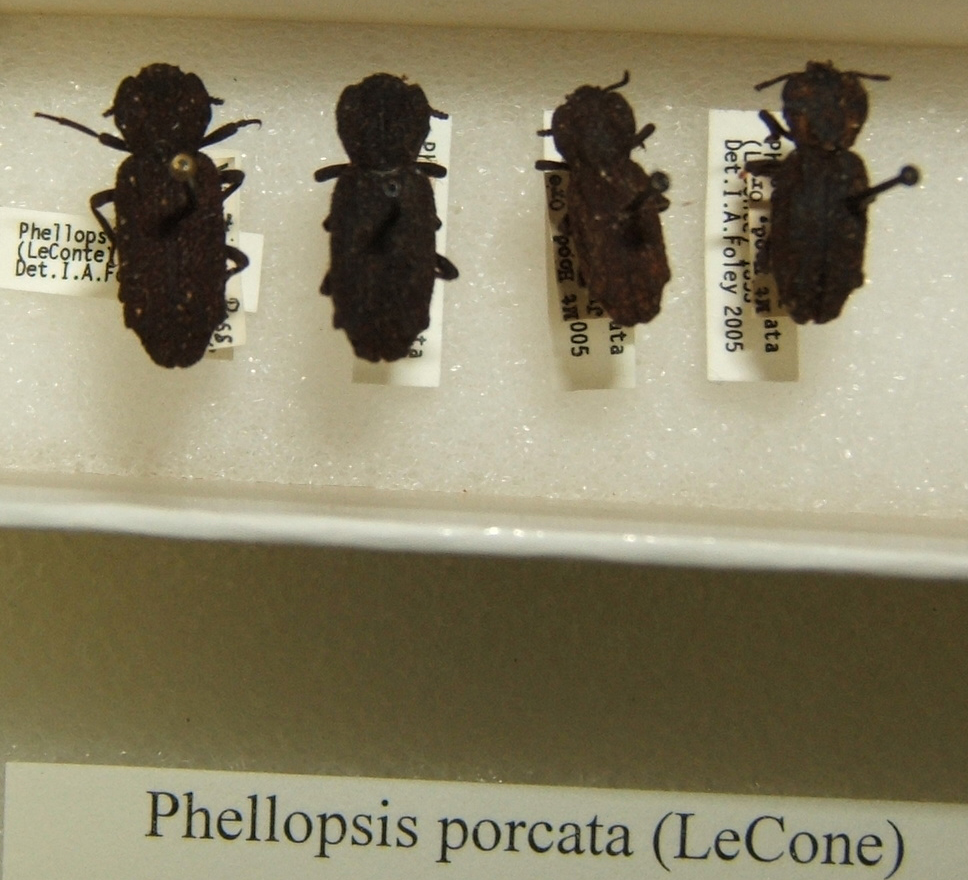